# Wacław Seweryn Rzewuski
El comte Wacław Seweryn Rzewuski (Lviv, 1785 - desaparegut el 14 de maig de 1831 a la batalla de Daszow (a Podíl·lia, prop de Bila Tserkva) fou un orientalista polonès. Fill d'un hetman o general polonès, el seu pare es va exiliar amb la partició de Polònia el 1793 i es va criar a Àustria; va estar influir pel seu oncle Jan Potocki i fou col·laborador de l'orientalista Josef von Hammer. Des de 1809 va publicar un recull titulat Die Fundgruben des Orients (Els Tresors d'Orient). El 1817 va visitar Turquia i Síria arribant fins al Nedjd, i amb el suport de tribus beduïnes va fer el pelegrinatge a la Meca sense ser musulmà. El 1822 va publicar el relat dels seus viatges.